# Política e administração pública na Póvoa de Varzim
O município da Póvoa de Varzim é administrado por uma Câmara Municipal composta por nove vereadores. Existe uma Assembleia Municipal que é o órgão legislativo do município, constituída por 39 deputados, doze dos quais são presidentes das juntas de freguesia.
Depois das eleições autárquicas de 2005, seis vereadores são do Partido Social Democrata e os restantes três do Partido Socialista. O presidente da Câmara da Póvoa de Varzim é Macedo Vieira, pelo PSD, que foi reconduzido para o cargo com 54,21% dos votos. A maioria das cadeiras da assembleia municipal e das juntas de freguesias são também dominadas pelo PSD.
Desde as primeiras eleições livres com o fim do período do Estado Novo, que apenas partidos de direita dominam o município, a câmara foi governada pelo CDS entre 1976 e 1989 e desde então pelo PSD. O CDS viu a sua popularidade ter um declínio abrupto em 1997, passando desde esta altura a ser a terceira força política. Pelo contrário, o PSD conheceu nesse mesmo ano a sua primeira maioria absoluta com 62,4% dos votos.

## Associações de municípios e geminações
A Póvoa de Varzim é a área urbana mais a norte a integrar a Grande Área Metropolitana do Porto, estando a cerca de 27 quilómetros do centro do Porto. Para além de estar incluída na metrópole nortenha, a Póvoa de Varzim faz também parte da Associação de Municípios do Vale do Ave. No contexto europeu, a Póvoa de Varzim está geminada desde 1986 com a cidade de Montgeron em França com a qual tem uma relação muito próxima e tem acordos de amizade com Eschborn na Alemanha (desde 2000) e Zabbar em Malta (desde 2001).

## Freguesias
A Póvoa de Varzim está dividida em doze freguesias. Entre 1308 e 1836, o concelho era constituído apenas por uma freguesia, a sede, cujo território foi sendo dilatado de forma a se aproximar do termo medieval.
O lugar de Aver-o-Mar (da paróquia de Amorim) foi anexado a um lugar a norte da Póvoa no século XVII, por ordens reais, devido a uma população local crescente e relacionada constituída por pescadores-lavradores. Com a reforma administrativa do território em 1836 é que passou a controlar definitivamente o lugar, anexou o concelho de Rates, recuperou as terras de Argivai, e adquiriu Balazar, Estela, Laundos, Navais, Terroso, Outeiro Maior, Parada, Rio Mau e Santagões. Em 1853, trocou as quatro últimas por Amorim e Beiriz com a vizinha Vila do Conde. As freguesias de Aver-o-Mar e Aguçadoura foram criadas no início do século XX através do desmembramento de Amorim e Navais, respectivamente.
Número de eleitores por freguesia
Nas Eleições para o Parlamento Europeu de 2009 (Europeias de 2009) no dia 7 de Junho desse ano, o município da Póvoa de Varzim apresentava 58717 eleitores, o que revela um crescimento de 8463 eleitores desde 2001 (50254 eleitores), o que corresponde a um crescimento de quase 17%.
| Freguesia                   | Area (km²) | População (2001) | N.º Eleitores (2001) | N.º Eleitores (2009) | Dif. n.º eleitores (2001-09) | % N.º eleitores (2001-09) |
| --------------------------- | ---------- | ---------------- | -------------------- | -------------------- | ---------------------------- | ------------------------- |
| Aguçadoura                  | 3,63       | 4 519            | 3 637                | 4 317                | +680                         | +18,70%                   |
| Amorim                      | 5,65       | 2 786            | 2 205                | 2 567                | +362                         | +16,42%                   |
| Argivai                     | 2,32       | 2 153            | 1 552                | 2 179                | +627                         | +40,40%                   |
| A Ver-o-Mar                 | 5,21       | 8 943            | 5 490                | 6 596                | +1 106                       | +20,15%                   |
| Balazar                     | 11,57      | 2 463            | 1 924                | 2 275                | +351                         | +18,24%                   |
| Beiriz                      | 4,31       | 3 223            | 2 414                | 2 882                | +468                         | +19,39%                   |
| Estela                      | 11,73      | 2 635            | 2 109                | 2 509                | +400                         | +18,97%                   |
| Laundos                     | 9,69       | 2 106            | 1 650                | 2 084                | +434                         | +26,30%                   |
| Navais                      | 4,23       | 1 676            | 1 475                | 1 644                | +169                         | +11,46%                   |
| Póvoa de Varzim (freguesia) | 5,25       | 27 613           | 23 925               | 27 088               | +3 163                       | +13,22%                   |
| Rates                       | 13,88      | 2 534            | 1 929                | 2 248                | +319                         | +16,54%                   |
| Terroso                     | 4,63       | 2 475            | 1 944                | 2 328                | +384                         | +19,75%                   |

## Resultados Eleitorais
| Partido                                                             | Partido         | Candidato              | Votos  | Votos (%) | Votos (±) | Assentos | Assentos (%) | Assentos (±) |
| ------------------------------------------------------------------- | --------------- | ---------------------- | ------ | --------- | --------- | -------- | ------------ | ------------ |
|                                                                     | PSD             | Aires Pereira          | 14 946 | 51,65%    | −6,05%    | 7        | 77,78%       | 0            |
|                                                                     | PS              | João Trocado           | 6 342  | 21,92%    | +2,92%    | 2        | 22,22%       | 0            |
|                                                                     | CHEGA           | Sónia Carvalho         | 1 593  | 5,51%     | +5,51%    | 0        | 0%           | 0            |
|                                                                     | CDU(a)          | Jorge Machado          | 1 211  | 4,18%     | +1,04%    | 0        | 0%           | 0            |
|                                                                     | IL              | Ricardo Zamith         | 1 003  | 3,47%     | +3,47%    | 0        | 0%           | 0            |
|                                                                     | CDS/PP          | Joaquim Castelo Branco | 982    | 3,39%     | −4,18%    | 0        | 0%           | 0            |
|                                                                     | BE              | Filipa Afonseca        | 826    | 2,85%     | −1,08%    | 0        | 0%           | 0            |
|                                                                     | PAN             | Diana Vianez           | 683    | 2,36%     | −1,58%    | 0        | 0%           | 0            |
| Totais                                                              | Totais          | Totais                 | 27 586 |           |           | 9        |              |              |
| Votos em Branco                                                     | Votos em Branco | Votos em Branco        | 959    | 3,31%     | +0,17%    |          |              |              |
| Votos Nulos                                                         | Votos Nulos     | Votos Nulos            | 392    | 1,35%     | −0,22%    |          |              |              |
| Participação                                                        | Participação    | Participação           | 28 937 | 48,10%    | −1,77%    |          |              |              |
| ↑(a) PCP (0 deputados) e PEV (0 deputados) concorreram em coligação |                 |                        |        |           |           |          |              |              |
| Fonte: Resultados Oficiais                                          |                 |                        |        |           |           |          |              |              |

| Partido                                                             | Partido         | Candidato        | Votos  | Votos (%) | Votos (±) | Assentos | Assentos (%) | Assentos (±) |
| ------------------------------------------------------------------- | --------------- | ---------------- | ------ | --------- | --------- | -------- | ------------ | ------------ |
|                                                                     | PSD             | Aires Pereira    | 17 280 | 57,7%     | +11,69%   | 7        | 77,78%       | +2           |
|                                                                     | PS              | Miguel Fernandes | 5 691  | 19%       | −7,81%    | 2        | 22,22%       | −1           |
|                                                                     | CDS/PP          | Pedro Guimarães  | 2 267  | 7,57%     | −6,07%    | 0        | 0%           | −1           |
|                                                                     | PAN             | Diana Vianez     | 1 180  | 3,94%     | +3,94%    | 0        | 0%           | 0            |
|                                                                     | BE              | Víctor Pinto     | 1 176  | 3,93%     | +1,66%    | 0        | 0%           | 0            |
|                                                                     | CDU(a)          | José Ferreira    | 941    | 3,14%     | −0,43%    | 0        | 0%           | 0            |
| Totais                                                              | Totais          | Totais           | 28 535 |           |           | 9        |              |              |
| Votos em Branco                                                     | Votos em Branco | Votos em Branco  | 940    | 3,14%     | −1,13%    |          |              |              |
| Votos Nulos                                                         | Votos Nulos     | Votos Nulos      | 471    | 1,57%     | −0,69%    |          |              |              |
| Participação                                                        | Participação    | Participação     | 29 946 | 49,87%    | +0,76%    |          |              |              |
| ↑(a) PCP (0 deputados) e PEV (0 deputados) concorreram em coligação |                 |                  |        |           |           |          |              |              |
| Fonte: Resultados Oficiais                                          |                 |                  |        |           |           |          |              |              |

| Partido                                                             | Partido         | Candidato             | Votos  | Votos (%) | Votos (±) | Assentos | Assentos (%) | Assentos (±) |
| ------------------------------------------------------------------- | --------------- | --------------------- | ------ | --------- | --------- | -------- | ------------ | ------------ |
|                                                                     | PSD             | Aires Pereira         | 13 567 | 46,01%    | −0,28%    | 5        | 55,56%       | 0            |
|                                                                     | PS              | Elvira Ferreira       | 7 904  | 26,81%    | −7,4%     | 3        | 33,33%       | 0            |
|                                                                     | CDS/PP          | Jorge Serrano         | 4 021  | 13,64%    | +3,68%    | 1        | 11,11%       | 0            |
|                                                                     | CDU(a)          | José Reina            | 1 054  | 3,57%     | −0,61%    | 0        | 0%           | 0            |
|                                                                     | BE              | Victor Pinto          | 670    | 2,27%     | −0,24%    | 0        | 0%           | 0            |
|                                                                     | PCTP/MRPP       | António Pedro Ribeiro | 344    | 1,17%     | +1,17%    | 0        | 0%           | 0            |
| Totais                                                              | Totais          | Totais                | 27 560 |           |           | 9        |              |              |
| Votos em Branco                                                     | Votos em Branco | Votos em Branco       | 1 260  | 4,27%     | +2,47%    |          |              |              |
| Votos Nulos                                                         | Votos Nulos     | Votos Nulos           | 665    | 2,26%     | +1,21%    |          |              |              |
| Participação                                                        | Participação    | Participação          | 29 485 | 49,11%    | −7,39%    |          |              |              |
| ↑(a) PCP (0 deputados) e PEV (0 deputados) concorreram em coligação |                 |                       |        |           |           |          |              |              |
| Fonte: STAPE - Resultados Oficiais                                  |                 |                       |        |           |           |          |              |              |

| Partido                                                             | Partido         | Candidato       | Votos  | Votos (%) | Votos (±) | Assentos | Assentos (%) | Assentos (±) |
| ------------------------------------------------------------------- | --------------- | --------------- | ------ | --------- | --------- | -------- | ------------ | ------------ |
|                                                                     | PSD             | Macedo Vieira   | 15 052 | 46,29%    | −7,92%    | 5        | 55,56%       | −1           |
|                                                                     | PS              | Renato Matos    | 11 123 | 34,21%    | +5,71%    | 3        | 33,33%       | 0            |
|                                                                     | CDS/PP          | Jorge Serrano   | 3 239  | 9,96%     | +2,6%     | 1        | 11,11%       | +1           |
|                                                                     | CDU(a)          | -               | 1 358  | 4,18%     | +0,28%    | 0        | 0%           | 0            |
|                                                                     | BE              | -               | 817    | 2,51%     | +0,04%    | 0        | 0%           | 0            |
| Totais                                                              | Totais          | Totais          | 31 589 |           |           | 9        |              |              |
| Votos em Branco                                                     | Votos em Branco | Votos em Branco | 585    | 1,8%      | −0,64%    |          |              |              |
| Votos Nulos                                                         | Votos Nulos     | Votos Nulos     | 342    | 1,05%     | −0,07%    |          |              |              |
| Participação                                                        | Participação    | Participação    | 32 516 | 56,50%    | −2,74%    |          |              |              |
| ↑(a) PCP (0 deputados) e PEV (0 deputados) concorreram em coligação |                 |                 |        |           |           |          |              |              |
| Fonte: Comissão Nacional de Eleições                                |                 |                 |        |           |           |          |              |              |

| Partido                                                             | Partido         | Candidato       | Votos  | Votos (%) | Votos (±) | Assentos | Assentos (%) | Assentos (±) |
| ------------------------------------------------------------------- | --------------- | --------------- | ------ | --------- | --------- | -------- | ------------ | ------------ |
|                                                                     | PSD             | Macedo Vieira   | 16 778 | 54,21%    | −10,41%   | 6        | 66,67%       | −1           |
|                                                                     | PS              | Joaquim Garcia  | 8 820  | 28,5%     | +11,16%   | 3        | 33,33%       | +2           |
|                                                                     | CDS/PP          | -               | 2 278  | 7,36%     | −3,14%    | 0        | 0%           | −1           |
|                                                                     | CDU(a)          | -               | 1 208  | 3,9%      | −0,76%    | 0        | 0%           | 0            |
|                                                                     | BE              | -               | 764    | 2,47%     | +2,47%    | 0        | 0%           | 0            |
| Totais                                                              | Totais          | Totais          | 29 848 |           |           | 9        |              |              |
| Votos em Branco                                                     | Votos em Branco | Votos em Branco | 754    | 2,44%     | +0,69%    |          |              |              |
| Votos Nulos                                                         | Votos Nulos     | Votos Nulos     | 346    | 1,12%     | −0,05%    |          |              |              |
| Participação                                                        | Participação    | Participação    | 30 948 | 59,24%    | +0,07%    |          |              |              |
| ↑(a) PCP (0 deputados) e PEV (0 deputados) concorreram em coligação |                 |                 |        |           |           |          |              |              |
| Fonte: Comissão Nacional de Eleições                                |                 |                 |        |           |           |          |              |              |

| Partido                                                             | Partido         | Candidato       | Votos  | Votos (%) | Votos (±) | Assentos | Assentos (%) | Assentos (±) |
| ------------------------------------------------------------------- | --------------- | --------------- | ------ | --------- | --------- | -------- | ------------ | ------------ |
|                                                                     | PSD             | Macedo Vieira   | 19 387 | 64,6%     | +2,23%    | 7        | 77,78%       | +1           |
|                                                                     | PS              | José Castro     | 5 202  | 17,33%    | −0,27%    | 1        | 11,11%       | 0            |
|                                                                     | CDS/PP          | Carlos Mateus   | 3 149  | 10,49%    | +1,14%    | 1        | 11,11%       | +1           |
|                                                                     | CDU(a)          | -               | 1 398  | 4,66%     | −3,03%    | 0        | 0%           | 0            |
| Totais                                                              | Totais          | Totais          | 29 136 |           |           | 9        |              |              |
| Votos em Branco                                                     | Votos em Branco | Votos em Branco | 524    | 1,75%     | +0,41%    |          |              |              |
| Votos Nulos                                                         | Votos Nulos     | Votos Nulos     | 350    | 1,17%     | −0,49%    |          |              |              |
| Participação                                                        | Participação    | Participação    | 30 010 | 59,19%    | −4,73%    |          |              |              |
| ↑(a) PCP (0 deputados) e PEV (0 deputados) concorreram em coligação |                 |                 |        |           |           |          |              |              |
| Fonte: Comissão Nacional de Eleições                                |                 |                 |        |           |           |          |              |              |

| Partido                                                             | Partido         | Candidato        | Votos  | Votos (%) | Votos (±) | Assentos | Assentos (%) | Assentos (±) |
| ------------------------------------------------------------------- | --------------- | ---------------- | ------ | --------- | --------- | -------- | ------------ | ------------ |
|                                                                     | PSD             | Macedo Vieira    | 19 818 | 62,37%    | +25,23%   | 6        | 85,71%       | +3           |
|                                                                     | PS              | Gil da Costa     | 5 592  | 17,6%     | +9,17%    | 1        | 14,29%       | +1           |
|                                                                     | CDS/PP          | -                | 2 970  | 9,35%     | −24,77%   | 0        | 0%           | −3           |
|                                                                     | CDU(a)          | Trocado da Costa | 2 442  | 7,69%     | −5,21%    | 0        | 0%           | −1           |
| Totais                                                              | Totais          | Totais           | 30 822 |           |           | 7        |              |              |
| Votos em Branco                                                     | Votos em Branco | Votos em Branco  | 425    | 1,34%     | +0,01%    |          |              |              |
| Votos Nulos                                                         | Votos Nulos     | Votos Nulos      | 528    | 1,66%     | +0,25%    |          |              |              |
| Participação                                                        | Participação    | Participação     | 31 775 | 63,92%    | −3,32%    |          |              |              |
| ↑(a) PCP (0 deputados) e PEV (0 deputados) concorreram em coligação |                 |                  |        |           |           |          |              |              |
| Fonte: Comissão Nacional de Eleições                                |                 |                  |        |           |           |          |              |              |

| Partido                                                             | Partido         | Candidato        | Votos  | Votos (%) | Votos (±) | Assentos | Assentos (%) | Assentos (±) |
| ------------------------------------------------------------------- | --------------- | ---------------- | ------ | --------- | --------- | -------- | ------------ | ------------ |
|                                                                     | PSD             | Macedo Vieira    | 11 553 | 37,14%    | −5,46%    | 3        | 42,86%       | 0            |
|                                                                     | CDS/PP          | Augusto Boucinha | 10 613 | 34,12%    | +7,95%    | 3        | 42,86%       | +1           |
|                                                                     | CDU(a)          | Joaquim Cancela  | 4 012  | 12,9%     | +7,65%    | 1        | 14,29%       | +1           |
|                                                                     | PS              | -                | 2 622  | 8,43%     | −14,5%    | 0        | 0%           | −2           |
|                                                                     | PSN             | Manuel Agonia    | 1 449  | 4,66%     | +4,66%    | 0        | 0%           | 0            |
| Totais                                                              | Totais          | Totais           | 30 249 |           |           | 7        |              |              |
| Votos em Branco                                                     | Votos em Branco | Votos em Branco  | 415    | 1,33%     | −0,36%    |          |              |              |
| Votos Nulos                                                         | Votos Nulos     | Votos Nulos      | 440    | 1,41%     | +0,04%    |          |              |              |
| Participação                                                        | Participação    | Participação     | 31 104 | 67,24%    | +0,91%    |          |              |              |
| ↑(a) PCP (1 deputados) e PEV (0 deputados) concorreram em coligação |                 |                  |        |           |           |          |              |              |
| Fonte: Comissão Nacional de Eleições                                |                 |                  |        |           |           |          |              |              |

| Partido | Partido         | Candidato       | Votos  | Votos (%) | Votos (±) | Assentos | Assentos (%) | Assentos (±) |
| --- | --------------- | --------------- | ------ | --------- | --------- | -------- | ------------ | ------------ |
| | PSD             | Manuel Vaz(b)   | 11 950 | 42,6%     | +18,41%   | 3        | 42,86%       | +1           |
| | CDS             | Henrique Cunha  | 7 341  | 26,17%    | −27,85%   | 2        | 28,57%       | −2           |
| | PS              | Abilio Morim    | 6 431  | 22,93%    | +10,86%   | 2        | 28,57%       | +1           |
| | CDU(a)          | -               | 1 473  | 5,25%     | −1,68%    | 0        | 0%           | 0            |
| Totais | Totais          | Totais          | 27 195 |           |           | 7        |              |              |
| Votos em Branco | Votos em Branco | Votos em Branco | 473    | 1,69%     | +0,56%    |          |              |              |
| Votos Nulos | Votos Nulos     | Votos Nulos     | 384    | 1,37%     | −0,3%     |          |              |              |
| Participação | Participação    | Participação    | 28 052 | 66,33%    | −3,29%    |          |              |              |
| ↑(a) PCP (0 deputados) e PEV (0 deputados) concorreram em coligação ↑(b) Concorreu como Independente nas listas do PSD |                 |                 |        |           |           |          |              |              |
| Fonte: Comissão Nacional de Eleições                                                                                   |                 |                 |        |           |           |          |              |              |

| Partido                                                                              | Partido         | Candidato       | Votos  | Votos (%) | Votos (±) | Assentos | Assentos (%) | Assentos (±) |
| ------------------------------------------------------------------------------------ | --------------- | --------------- | ------ | --------- | --------- | -------- | ------------ | ------------ |
|                                                                                      | CDS             | Manuel Vaz      | 14 490 | 54,02%    | +18,04%   | 4        | 57,14%       | +1           |
|                                                                                      | PSD             | Manuel Pereira  | 6 487  | 24,19%    | −4,01%    | 2        | 28,57%       | 0            |
|                                                                                      | PS              | Luís Coelho     | 3 237  | 12,07%    | −9,51%    | 1        | 14,29%       | 0            |
|                                                                                      | APU(a)          | -               | 1 858  | 6,93%     | −4,23%    | 0        | 0%           | −1           |
| Totais                                                                               | Totais          | Totais          | 26 072 |           |           | 7        |              |              |
| Votos em Branco                                                                      | Votos em Branco | Votos em Branco | 302    | 1,13%     | −0,16%    |          |              |              |
| Votos Nulos                                                                          | Votos Nulos     | Votos Nulos     | 447    | 1,67%     | −0,12%    |          |              |              |
| Participação                                                                         | Participação    | Participação    | 26 821 | 69,62%    | −5,23%    |          |              |              |
| ↑(a) PCP (0 deputados) e o MDP/CDE (0 deputados) concorreram juntos na coligação APU |                 |                 |        |           |           |          |              |              |
| Fonte: Comissão Nacional de Eleições                                                 |                 |                 |        |           |           |          |              |              |

| Partido                                                                              | Partido         | Candidato       | Votos  | Votos (%) | Votos (±) | Assentos | Assentos (%) | Assentos (±) |
| ------------------------------------------------------------------------------------ | --------------- | --------------- | ------ | --------- | --------- | -------- | ------------ | ------------ |
|                                                                                      | CDS             | Manuel Vaz      | 9 447  | 35,98%    | −4,12%    | 3        | 42,86%       | 0            |
|                                                                                      | PSD             | Mário da Ponte  | 7 403  | 28,2%     | +4,04%    | 2        | 28,57%       | 0            |
|                                                                                      | PS              | Delfim Morim    | 5 667  | 21,58%    | −2,43%    | 1        | 14,29%       | −1           |
|                                                                                      | APU(a)          | José Reina      | 2 929  | 11,16%    | +1,52%    | 1        | 14,29%       | +1           |
| Totais                                                                               | Totais          | Totais          | 25 446 |           |           | 7        |              |              |
| Votos em Branco                                                                      | Votos em Branco | Votos em Branco | 338    | 1,29%     | +0,42%    |          |              |              |
| Votos Nulos                                                                          | Votos Nulos     | Votos Nulos     | 471    | 1,79%     | +0,57%    |          |              |              |
| Participação                                                                         | Participação    | Participação    | 26 255 | 74,85%    | −3,12%    |          |              |              |
| ↑(a) PCP (1 deputados) e o MDP/CDE (0 deputados) concorreram juntos na coligação APU |                 |                 |        |           |           |          |              |              |
| Fonte: Comissão Nacional de Eleições                                                 |                 |                 |        |           |           |          |              |              |

| Partido | Partido         | Candidato          | Votos  | Votos (%) | Votos (±) | Assentos | Assentos (%) | Assentos (±) |
| --- | --------------- | ------------------ | ------ | --------- | --------- | -------- | ------------ | ------------ |
| | CDS             | Manuel Vaz(b)      | 10 097 | 40,1%     | +9,74%    | 3        | 42,86%       | 0            |
| | PSD             | António Castro     | 6 084  | 24,16%    | −4,86%    | 2        | 28,57%       | 0            |
| | PS              | Carlos Baptista(c) | 6 044  | 24,01%    | −2,91%    | 2        | 28,57%       | 0            |
| | APU(a)          | -                  | 2 427  | 9,64%     | −0,39%    | 0        | 0%           | 0            |
| Totais | Totais          | Totais             | 24 652 |           |           | 7        |              |              |
| Votos em Branco | Votos em Branco | Votos em Branco    | 219    | 0,87%     | −1,04%    |          |              |              |
| Votos Nulos | Votos Nulos     | Votos Nulos        | 306    | 1,22%     | −0,54%    |          |              |              |
| Participação | Participação    | Participação       | 25 177 | 77,97%    | +4,67%    |          |              |              |
| ↑(a) PCP (0 deputados) e o MDP/CDE (0 deputados) concorreram juntos na coligação APU ↑(b) Concorreu como Independente nas listas do CDS ↑(c) Concorreu como Independente nas listas do PS |                 |                    |        |           |           |          |              |              |
| Fonte: Comissão Nacional de Eleições |                 |                    |        |           |           |          |              |              |

| Partido                                                                                    | Partido         | Candidato        | Votos  | Votos (%) | Votos (±) | Assentos | Assentos (%) | Assentos (±) |
| ------------------------------------------------------------------------------------------ | --------------- | ---------------- | ------ | --------- | --------- | -------- | ------------ | ------------ |
|                                                                                            | CDS             | Manuel Carneiro  | 6 546  | 30,36%    | +30,36%   | 3        | 42,86%       | +3           |
|                                                                                            | PSD             | António Castro   | 6 256  | 29,02%    | +29,02%   | 2        | 28,57%       | +2           |
|                                                                                            | PS              | Filomeno Terroso | 5 805  | 26,92%    | +26,92%   | 2        | 28,57%       | +2           |
|                                                                                            | FEPU(a)         | -                | 2 162  | 10,03%    | +10,03%   | 0        | 0%           | 0            |
| Totais                                                                                     | Totais          | Totais           | 20 769 |           |           | 7        |              |              |
| Votos em Branco                                                                            | Votos em Branco | Votos em Branco  | 412    | 1,91%     | +1,91%    |          |              |              |
| Votos Nulos                                                                                | Votos Nulos     | Votos Nulos      | 380    | 1,76%     | +1,76%    |          |              |              |
| Participação                                                                               | Participação    | Participação     | 21 561 | 73,30%    | +73,3%    |          |              |              |
| ↑(a) PCP (0 deputados), MDP/CDE (0 deputados) e o FSP concorreram juntos na coligação FEPU |                 |                  |        |           |           |          |              |              |
| Fonte: Comissão Nacional de Eleições                                                       |                 |                  |        |           |           |          |              |              |

## Heráldica
Não se conhece a origem do brasão da Póvoa de Varzim, mas tem certamente carácter e simbologia popular. O brasão é composto por um Sol de ouro e uma lua crescente de prata, os quais representam elementos sempre presentes na vida dos pescadores; no centro uma cruz de ouro terminada por dois braços de âncora de prata, representando a segurança no mar. Por cima da cruz, um anel, do qual cai um rosário de ouro que se entrelaça nos braços da âncora, representando a fé dos poveiros e a protecção divina. O escudo é encabeçado por uma coroa mural composta por cinco torres de prata, em sinal do seu estatuto de cidade.
O listel tem a peculiaridade única de ter as letras douradas e debruadas a negro sobre fundo branco (na esmagadora maioria dos brasões concelhios apresentam-se sempre de negro); até à sua elevação a cidade, o próprio listel ainda era mais invulgar, dado achar-se colorido de azul, tal como o escudo. A bandeira é, desde 1973 (data da elevação a cidade), partida de branco e azul, e tomando como partição a gironada, típica dos municípios sedeados em cidade; anteriormente a 1973, era plana de branco.
Entretanto, entre 1939 e 1958, foi usado um brasão e uma bandeira que suscitaram a maior polémica entre os poveiros; embora mantivesse o Sol e a Lua, passava o escudo a ser de ouro, coberto por uma rede vermelha, e sobre esta figurava o mar, no qual vogava uma lancha de negro, realçada a ouro e mastreada de prata; o listel era azul com letras negras (criando um contraste visual muito forte, ainda que heraldicamente correcto) e a bandeira plana de vermelho; a população não aceitou a alteração do seu brasão, e dezanove anos mais tarde o antigo brasão da Póvoa seria restaurado.